# Hafnia hodierna
Hafnia Hodierna, Eller Udførlig Beskrivelse om den Kongelige Residentz- og Hoved-Stad Kiøbenhavn är ett planschverk i kvartoformat med koppargravyrer över Köpenhamns arkitektur. Det består av två delar med totalt 110 planscher som visar hur staden såg ut i mitten av 1700-talet. Verket utgavs 1748 av arkitekt Laurids de Thurah som har ritat många av fasadteckningarna. 
Prospekten har ritats av Johan Jacob Bruun. Verket utgavs i en faksimilutgåva år 1967.

## Galleri

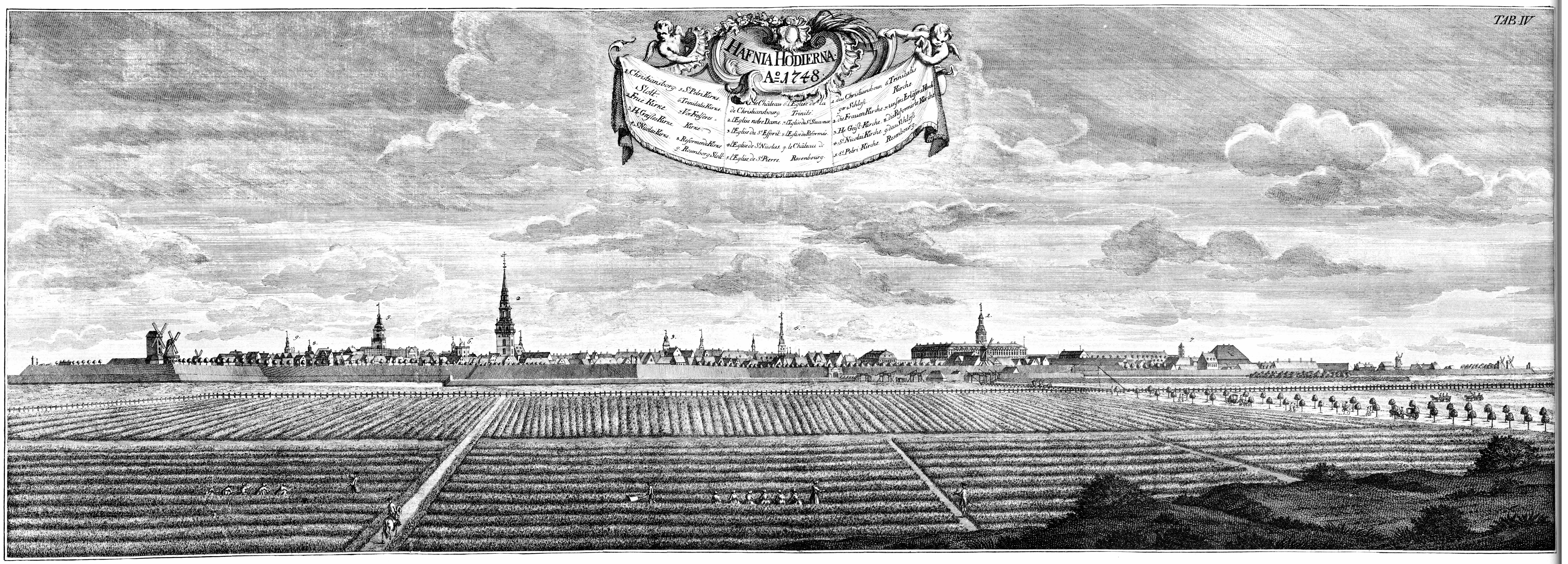
Översiktsbild
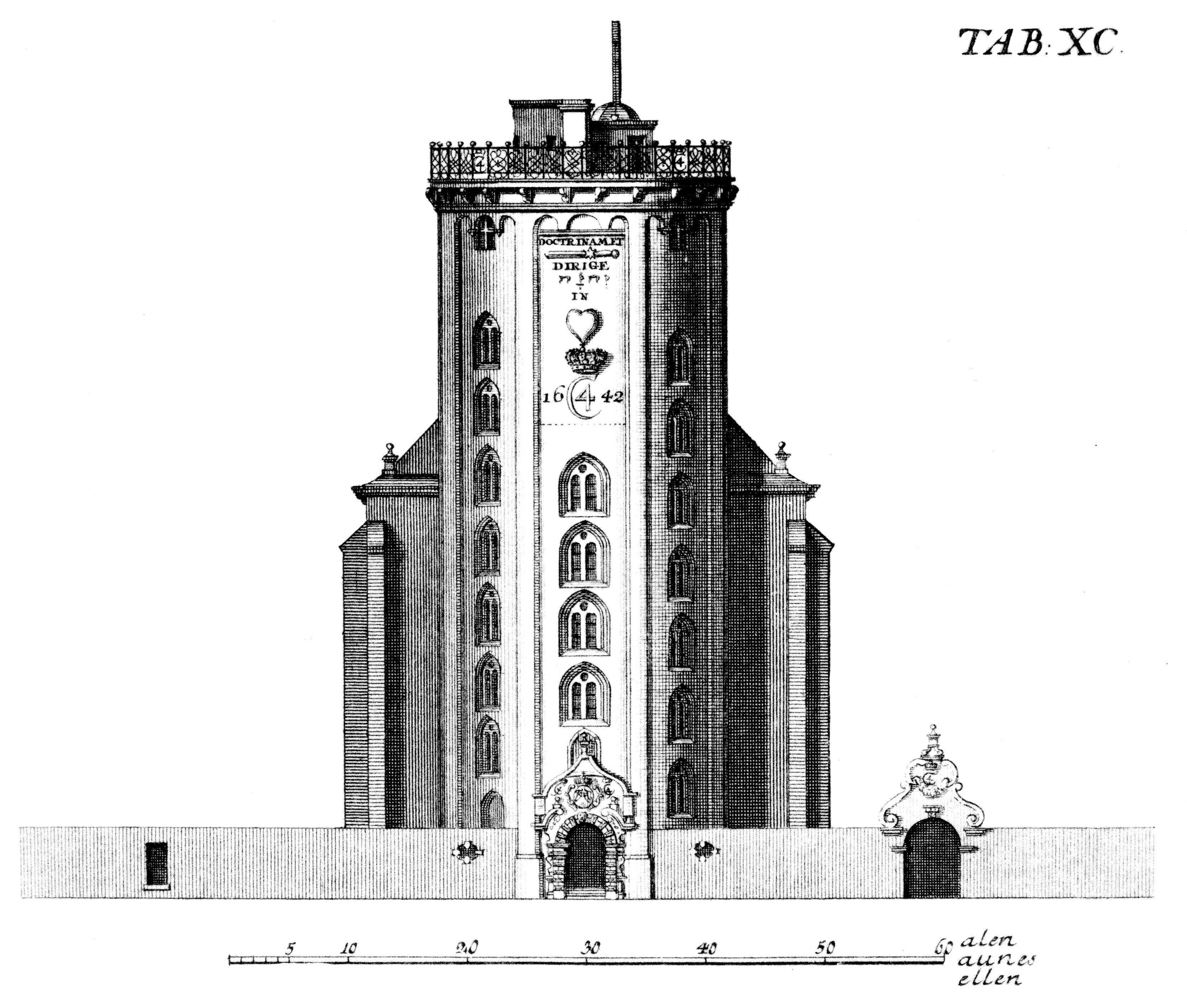
Rundetårn.
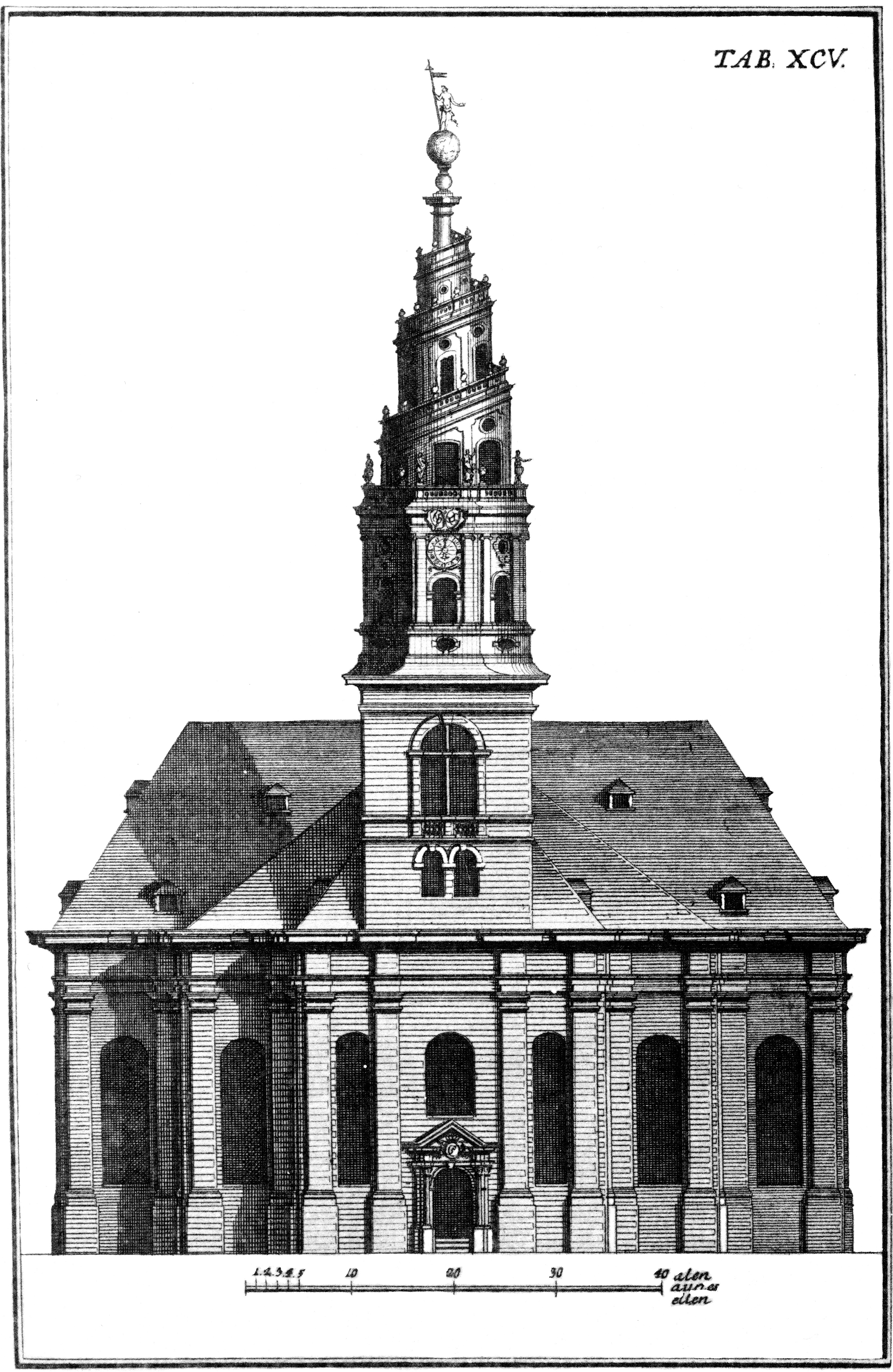
Vor Frelsers kirke.